# Let L-610

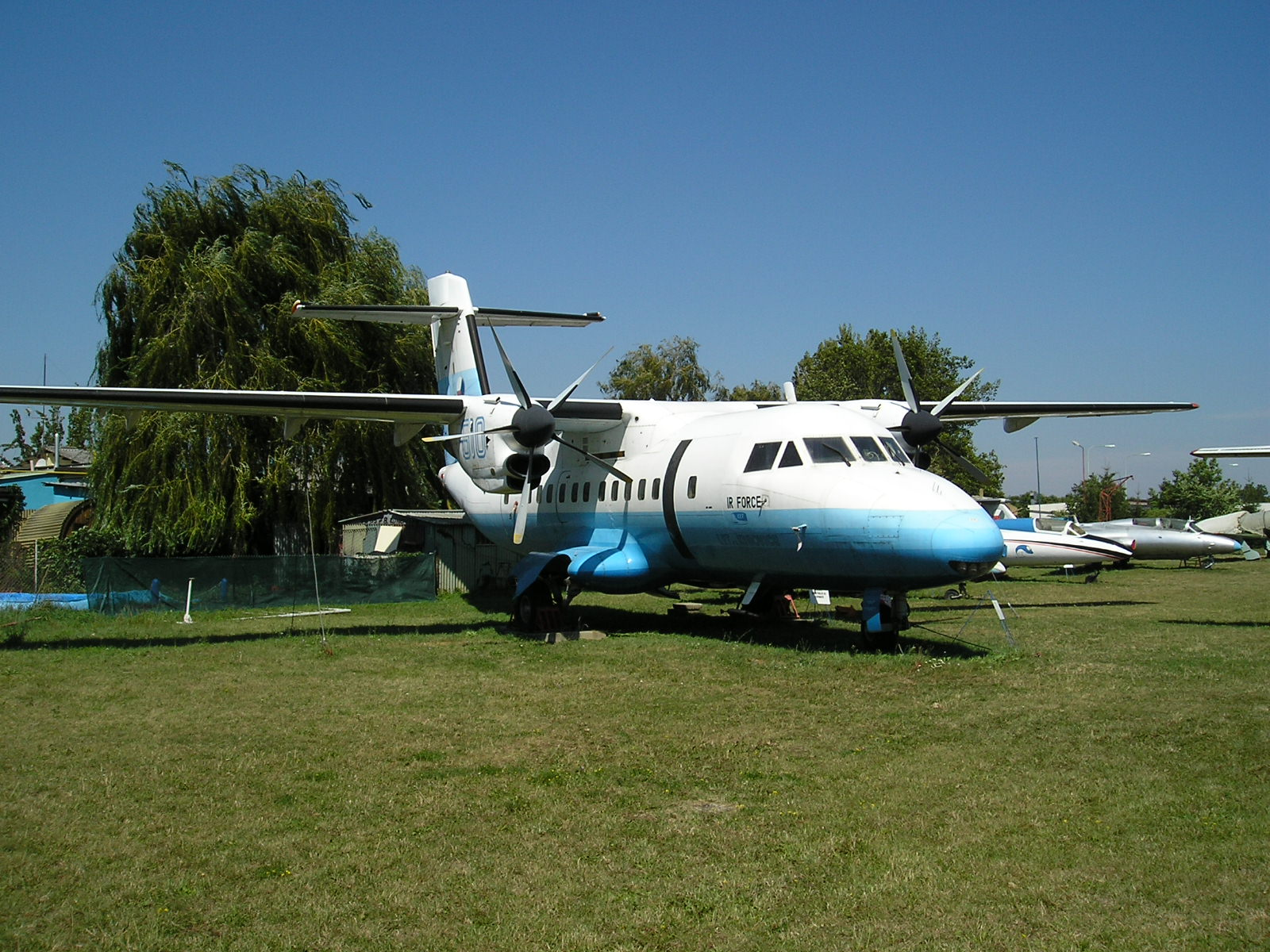
Let L-610 M

LET L-610 är en större variant av LET-410 också utrustad med 2 stycken propellermotorer, tar maximalt 40 passagerare. Flög för första gången 1992, tillverkades av tjeckiska Let Kunovice och blev inte lika framgångsrik som den mindre planet. Endast 8 prototyper tillverkades.